# Vmesni hladilnik
Vmésni hladílnik (angleško intercooler) je izmenjevalnik toplote, ki se uporablja za ohlajevanje plinov ali tekočin v toplotnih strojih. Pogosto se uporabljajo na batnih motorjih s prisilnim polnjenjem - motorji, ki uporabljajo turbopolnilnik ali mehanskognani polnilnik. Ko se zrak v polnilniku stiska se tudi segreva, zato se zrak iz polnilnika vodi v vmesni hladilnik, kjer se ohladi in potem vstopi v motor. Na ta način se lahko v motor dovede več zraka in s tem poveča moč. Ohlajeni zrak tudi zmanjša verjetnost klenkanja.
Vmesni hladilniki se uporabljajo tudi na kompresorjih, klimatskih napravah, hladilnikih in plinskih turbinah.